# 吴店镇 (菏泽市)
吴店镇，是中华人民共和国山東省菏泽市牡丹区下辖的一个乡镇级行政单位。

## 行政区划
吴店镇下辖以下地区：
东方社区、许店村、孟庄村、宋庄村、张楼村、卞庄村、大刘庄村、铁庄村、朱楼村、张庄村、张古云村、刘北斗村、宦庄村、牛楼村、赵子艾村、浆坊村、高项庄村、程胡同村、林庄村、吴楼村、冯楼村、二郎庙村、乔口村、胡庄村、刘寨村、孙楼村、后孙庄村、吴胡同村、王庄村、李油坊村、魏庄村、贾胡同村、何海村、吕庄村、平安店村、刘楼村、鹁鸽堂村和高庄村。